# Roi Baudouin (métro de Bruxelles)
Pour les articles homonymes, voir Baudouin.
Roi Baudouin (en néerlandais : Koning Boudewijn) est une station terminus de la ligne 6 du métro de Bruxelles, sur la commune de Bruxelles-Ville.

## Situation
La station est située en dessous de l'avenue des Amandiers près du carrefour entre l'avenue Houba-de Strooper et l'avenue Impératrice Charlotte.
Établie en souterrain, la station  Roi Baudouin est le terminus nord de la ligne 6 du métro de Bruxelles, située avant la station Heysel, en direction de la station terminus Elisabeth.

## Histoire
La station terminus Roi Baudouin est mise en service le 25 août 1998, avec la ligne 6 (anciennement ligne 1A). Prévue pour prendre le nom de l'avenue qui la surplombe, Amandiers, elle est finalement ouverte en étant nommée Roi Baudouin en rappel du stade Roi Baudouin, situé dans le quartier, qui doit son nom au roi Baudouin.
Elle est rénovée en 2013 par le bureau d'architecture GS3 Associés. Il a créé un nouveau bâtiment d'accès abritant la billetterie et le contrôle des accès. C'est « un bel exemple de style contemporain », d'allure élancée, son revêtement extérieur est composé de plaques d'aluminium disposant d'une couleur aux reflets allant de l'orange au rouge. Des leds permettent de voir la forme du bâtiment la nuit. En parallèle à cette opération un ascenseur a été installé afin de permettre l'accessibilité aux personnes handicapées.

## Services aux voyageurs

### Accès et accueil
Elle dispose de trois accès, deux bouches et un accès principal où se situe la billetterie et le contrôle des entrées dans un bâtiment de surface, :
- Accès no 1 : situé avenue Impératrice Charlotte (accompagné d'un ascenseur) ;
- Accès no 2 : situé sur l'avenue des Amandiers ;
- Accès no 3 : situé à côté de la rampe des Citronniers (accompagné d'un escalator).

Des escaliers, et un ascenseur, permettent de rejoindre les quais au niveau inférieur. La station est ouverte, en semaine vers 5h le matin et ferme vers minuit le soir. Les samedis, dimanches et jours fériés l'ouverture a lieu vers 6h (les horaires précis actualisés sont sur le site du STIB, lien externe en bas de page).

### Desserte
La fréquence de passage des rames est de 6 à 10 minutes en horaire ordinaire et de 20 minutes à partir de 23h.

Desserte
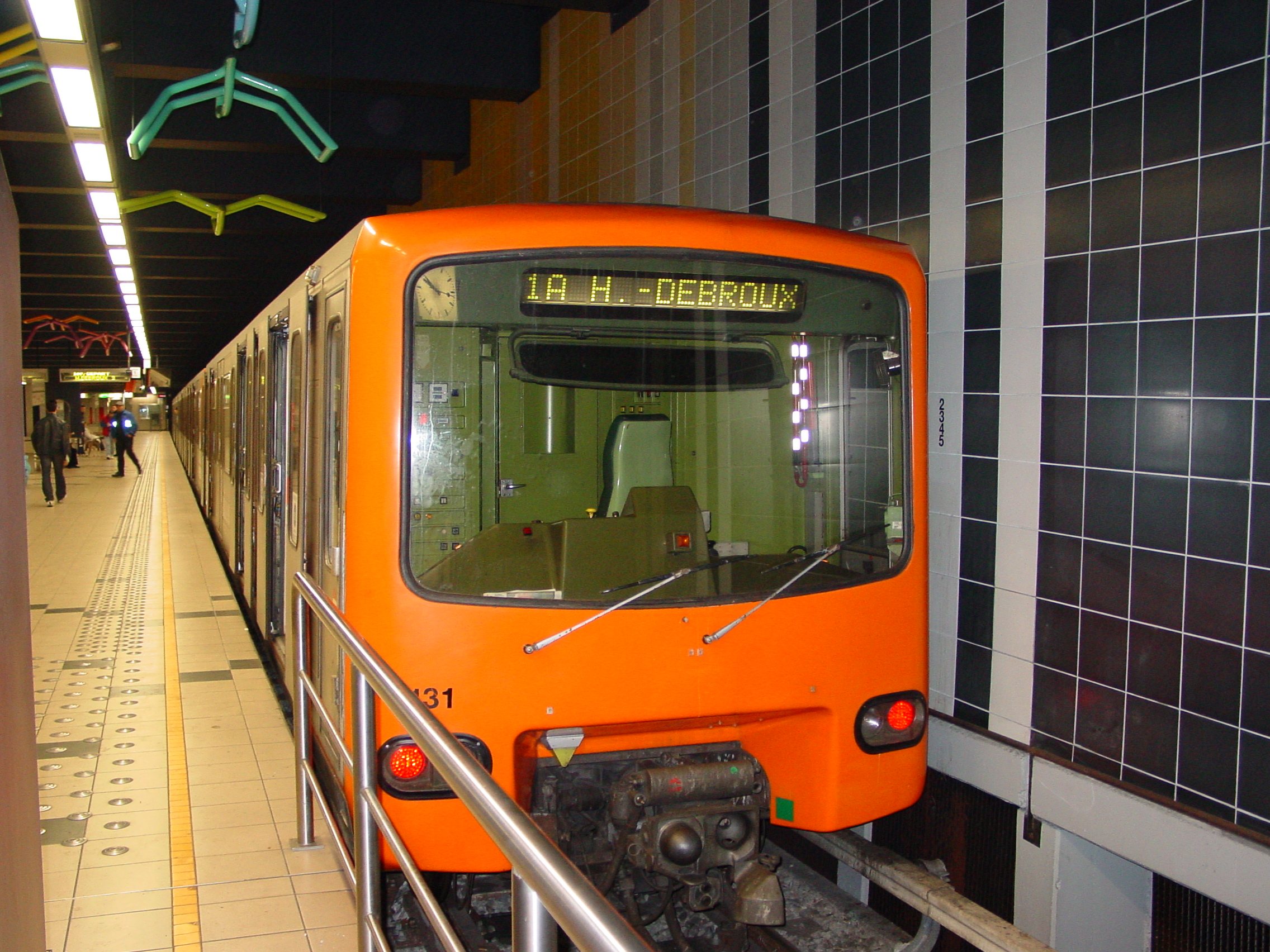
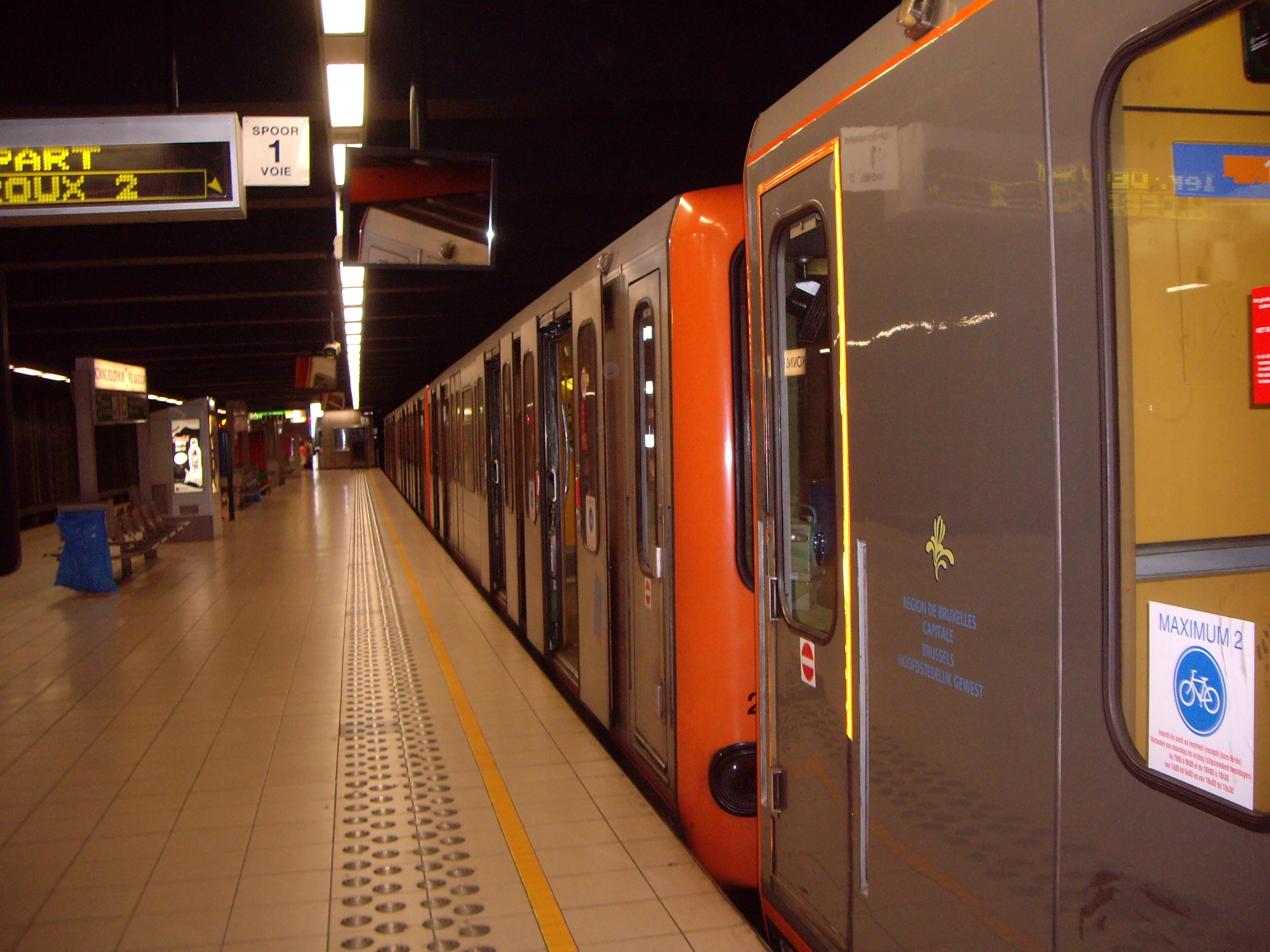

### Quais
La station présente une configuration particulière, puisque constituée de deux voies encadrant un unique quai central.

### Intermodalité
La station est desservie par la ligne 9 du tramway de Bruxelles, par la ligne 83 des autobus de Bruxelles, par les lignes de bus R40, R41, R50 et R60 du réseau De Lijn et, la nuit, par la ligne N18 du réseau Noctis.

## À proximité
- Atomium
- Palais des expositions du Heysel
- Stade Roi Baudouin
- Kinepolis Group
- Cité Modèle

## Art dans la station
Depuis 2015, une œuvre de Philippe Decelle, intitulée Vol de canards est installée au plafond de la station. Elle est constituée d'oiseaux virtuels (voir photo en haut à droite).